# Ylä-Vuohijärvi
Ylä-Vuolujärvi eller Ylä-Vuohijärvi är en sjö i Finland. Den ligger i kommunen Brahestad i landskapet Norra Österbotten, i den centrala delen av landet, 500 km norr om huvudstaden Helsingfors. Ylä-Vuohijärvi ligger 86,9 meter över havet. Arean är 41,3 hektar och strandlinjen är 6,17 kilometer lång. Sjön  ingår i Siikajokis huvudavrinningsområde.   I omgivningarna runt Ylä-Vuolujärvi växer i huvudsak blandskog.
I övrigt finns följande i Ylä-Vuolujärvi:
- Mikonkari (en ö)